# FIBA EuroChallenge
FIBA EuroChallenge fue una competición europea de baloncesto organizada por FIBA Europa en la que participaban los mejores equipos del continente que no se habían clasificado para la Euroliga o la Eurocup, esto es, las competiciones de la Unión de Ligas Europeas de Baloncesto (ULEB). Con el propósito de dar continuidad a la histórica Copa de Europa, disputada por última vez con el nombre de Suproliga en la temporada 2000/01, el torneo nació en la 2003/04 con la denominación de Liga Europea de la FIBA.
Al consolidarse la Euroliga como máxima competición continental, en noviembre de 2004 la FIBA llegó a un acuerdo con la organización que representa a los equipos escindidos en la temporada 2000-01 para reconocerla como sucesora de la Copa de Europa y, a la vez, renombrar a su Liga Europea como Eurocopa de cara a la siguiente temporada, convirtiéndose así en la tercera competición en importancia en el ámbito de los clubes europeos, tras la Euroliga y la Eurocup de la ULEB (integradas ya en FIBA Europa). Posteriormente, adoptó el nombre de la que hasta entonces era la cuarta competición en importancia, FIBA EuroChallenge y mantuvo hasta su última temporada en 2015.
En 2015 es reemplazada la competición por la Copa Europea de la FIBA, torneo de segundo orden a nivel continental que compite con la Eurocopa o Eurocup de la ULEB.

## Denominaciones

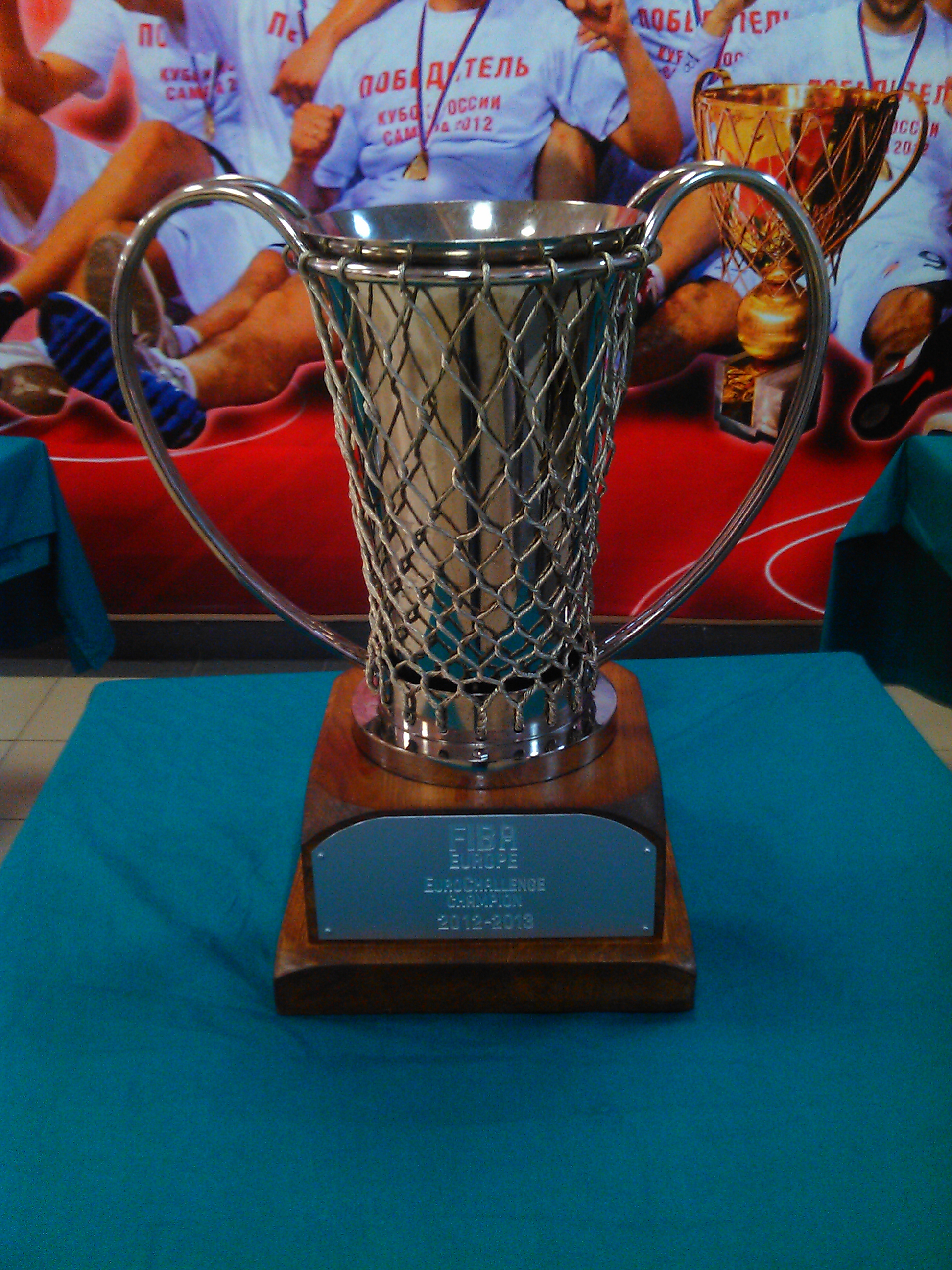
EuroChallenge 2013

- 2003-04 hasta 2004-05 FIBA Europe League
- 2005-06 hasta 2007-08 FIBA EuroCup
- 2008-09 hasta 2014-15 FIBA EuroChallenge

La Eurocopa del Desafío de la FIBA (inglés: FIBA EuroCup Challenge), fue entre 2003 y 2007 la cuarta competición entre clubes más importante del continente (antes hubo otra edición como tercera competición continental antes de la creación de la Eurocopa FIBA). Vencer la competición daba derecho a participar en la siguiente edición de la Eurocopa de la FIBA, la tercera competición en importancia después de la Euroliga y de la Copa ULEB. Al desaparecer esta competición (cuarta en importancia), la tercera competición (denominada en ese momento como FIBA Eurocup) adoptó el nombre de la que hasta entonces era la cuarta competición en importancia, FIBA EuroChallenge (aunque, a veces, se seguía haciendo referencia a la misma como Eurocopa FIBA), nombre que mantuvo hasta 2015 en que desapareció con la creación por parte de la FIBA de la EuropeCup pretendiendo competir como segunda competición europea en importancia con la Copa ULEB o Eurocup ULEB.
No confundir la Eurocopa de la FIBA con la Recopa de Europa de baloncesto (Copa Saporta), que en algunas ediciones se denominó también como Eurocopa o incluso como Copa de Europa (como segunda competición continental de aquel momento), ni tampoco con la Eurocopa de la ULEB (Copa ULEB o Eurocup).

### Trofeo
El trofeo que se le entregaba al equipo campeón era el mismo que se utilizaba a tal efecto durante la etapa de la Copa de Europa, pero desde que la Euroliga es la máxima competición europea de clubes, este trofeo ya no designaría al campeón de Europa como campeón de la máxima competición europea de clubes. Por ello, a partir de entonces, este trofeo designaba al campeón de la tercera competición continental en importancia. El Maccabi de Tel Aviv B.C. grabó su nombre en la placa situada en la base que acompaña al trofeo al ganar la Suproliga en 2001. Aunque la sucesora de la máxima competición europea de clubes es la Euroliga, la que corona al campeón como el mejor equipo de Europa desde 1957.

## Sistema de competición
La competición se organizaba del siguiente modo:
- Una primera fase, en la que participan 32 equipos, que se distribuyen en ocho grupos de cuatro cada uno. Se juega en forma de liguilla, de tal modo que todos los participantes encuadrados en un mismo grupo se enfrentan entre sí en dos ocasiones (ida y vuelta). Los dos primeros clasificados de cada uno avanzan a la siguiente fase.
- Una segunda fase, de 16 equipos, distribuidos en cuatro grupos de cuatro. El sistema de competición es el mismo de la fase anterior y también se clasifican los dos primeros.
- Un play off (eliminatoria directa entre dos equipos) de cuartos de final al mejor de tres partidos.
- Una final entre cuatro, o final four. Se disputan dos semifinales a partido único, cuyos vencedores se encontrarán en la final. El vencedor de este último partido se alza con el título de campeón de la competición.

## Historial
| Ed.  | Temporada | Campeón                   | Res.  | Subcampeón               | Sede     | MVP               |
| ---- | --------- | ------------------------- | ----- | ------------------------ | -------- | ----------------- |
| I    | 2003-04   | UNICS Kazan               | 87-63 | Maroussi BC              | Kazán    | Martin Müürsepp   |
| II   | 2004-05   | BC Dinamo San Petersburgo | 85-74 | BC Kiev                  | Estambul | Kelly McCarty     |
| III  | 2005-06   | DKV Joventut              | 88-63 | Khimki BC                | Kiev     | Rudy Fernández    |
| IV   | 2006-07   | Akasvayu Girona           | 79-72 | SC Mariupol              | Gerona   | Arriel McDonald   |
| V    | 2007-08   | Barons LMT                | 63-62 | Belfius Mons-Hinault     | Limassol | Giedrius Gustas   |
| VI   | 2008-09   | Virtus Bolonia            | 77-75 | Cholet Basket            | Bolonia  | Keith Langford    |
| VII  | 2009-10   | BG 74 Göttingen           | 83-75 | Krasnye Krylya Samara    | Gotinga  | Taylor Rochestie  |
| VIII | 2010-11   | KK Krka Novo Mesto        | 83-77 | Lokomotiv Kuban          | Ostende  | Goran Ikonić      |
| IX   | 2011-12   | Beşiktaş JK               | 91-86 | Élan Sportif Chalonnais  | Debrecen | Pops Mensah-Bonsu |
| X    | 2012-13   | Krasnye Krylya Samara     | 77-76 | Pınar Karşıyaka          | Izmir    | Chester Simmons   |
| XI   | 2013-14   | Pallacanestro Reggiana    | 79-65 | BC Zenit San Petersburgo | Bolonia  | Andrea Cinciarini |
| XII  | 2014-15   | JSF Nanterre              | 64-63 | Trabzonspor Basketbol    | Trabzon  | Jamal Shuler      |

## Final Fours
| Año              |                               | Finalistas | Finalistas            | Finalistas                |            | Semifinalistas                | Semifinalistas | Semifinalistas |
| Año              | Campeón                       | Resultado  | Subcampeón            | Tercero                   | Resultado  | Cuarto                        |                |                |
| 2003–04 Detalles | UNICS                         | 87–63      | Maroussi (TIM)        | Hapoel Tel Aviv           | 112–104    | Ural Great Perm               |                |                |
| 2004–05 Detalles | Dinamo San Petersburgo        | 85–74      | Kiev                  | Khimki                    | 86–79      | Fenerbahçe                    |                |                |
| 2005–06 Detalles | Joventut Badalona (DKV)       | 88–63      | Khimki                | Kiev                      | 83–81      | Dinamo San Petersburgo        |                |                |
| 2006–07 Detalles | Girona (Akasvayu)             | 79–72      | Azovmash              | Virtus Bologna (VidiVici) | 82–60      | Estudiantes (MMT)             |                |                |
| 2007–08 Detalles | Barons LMT                    | 63–62      | Mons-Hainaut (Dexia)  | AEL (Proteas EKA)         | 79–70      | Tartu Ülikool (Rock)          |                |                |
| 2008–09 Detalles | Virtus Bologna (BolognaFiere) | 77–75      | Cholet                | Triumph Lyubertsy         | 94–82      | AEL (Proteas EKA)             |                |                |
| 2009–10 Detalles | BG 74 Göttingen               | 83–75      | Krasnye Krylia        | Chorale Roanne            | 86–80      | Victoria Libertas (Scavolini) |                |                |
| 2010–11 Detalles | Krka                          | 83–77      | Lokomotiv Kuban       | Oostende (Telenet)        | 94–92      | Spartak Saint Petersburg      |                |                |
| 2011–12 Detalles | Beşiktaş JK (Milangaz)        | 91–86      | Élan Chalon           | Triumph Lyubertsy         | 94–87      | Szolnoki Olaj                 |                |                |
| 2012–13 Detalles | Krasnye Krylia                | 77–76      | Karşıyaka (Pınar)     | Oldenburg (EWE)           | 84–76      | Gravelines                    |                |                |
| 2013–14 Detalles | Reggio Emilia (Grissin Bon)   | 79–65      | Triumph Lyubertsy     | Gaziantep (Royal Halı)    | 87–75 (OT) | Szolnoki Olaj                 |                |                |
| 2014–15 Detalles | JSF Nanterre                  | 64-63      | Trabzonspor Basketbol | Energía Târgu Jiu         | 83–80      | Skyliners Frankfurt (Fraport) |                |                |

## Palmarés
| Equipo                    | Título | Año     |
| ------------------------- | ------ | ------- |
| UNICS Kazan               | 1      | 2003-04 |
| BC Dinamo San Petersburgo | 1      | 2004-05 |
| DKV Joventut              | 1      | 2005-06 |
| Akasvayu Girona           | 1      | 2006-07 |
| Barons LMT Riga           | 1      | 2007-08 |
| Virtus Bolonia            | 1      | 2008-09 |
| BG 74 Göttingen           | 1      | 2009-10 |
| KK Krka Novo Mesto        | 1      | 2010-11 |
| Beşiktaş JK               | 1      | 2011-12 |
| Krasnye Krylya Samara     | 1      | 2012-13 |
| Pallacanestro Reggiana    | 1      | 2013-14 |
| JSF Nanterre              | 1      | 2014-15 |

| Entrenador           | Títulos | Años    |
| -------------------- | ------- | ------- |
| Stanislav Eremin     | 1       | 2003-04 |
| David Blatt          | 1       | 2004-05 |
| Aíto García Reneses  | 1       | 2005-06 |
| Svetislav Pešić      | 1       | 2006-07 |
| Karlis Muiznieks     | 1       | 2007-08 |
| Matteo Boniciolli    | 1       | 2008-09 |
| John Patrick         | 1       | 2009-10 |
| Aleksandar Džikić    | 1       | 2010-11 |
| Ergin Ataman         | 1       | 2011-12 |
| Sergei Bazarevich    | 1       | 2012-13 |
| Massimiliano Menetti | 1       | 2013-14 |
| Pascal Donnadieu     | 1       | 2014-15 |

| País      | Títulos | Años                      |
| --------- | ------- | ------------------------- |
| Rusia     | 3       | 2003/04, 2004/05, 2012/13 |
| España    | 2       | 2005/06 y 2006/07.        |
| Italia    | 2       | 2008/09 y 2013/14         |
| Letonia   | 1       | 2007/08.                  |
| Alemania  | 1       | 2009/10.                  |
| Eslovenia | 1       | 2010/11.                  |
| Turquía   | 1       | 2011/12.                  |
| Francia   | 1       | 2014/15.                  |